# Markus Babbel
Markus Babbel (sinh ngày 8 tháng 12 năm 1972) là một cầu thủ bóng đá chuyên nghiệp người Đức và đồng thời là một huấn luyện viên bóng đá. Babbel chơi ở vị trí hậu vệ và từng chơi cho các câu lạc bộ ở Đức và Anh. Kể từ tháng 3 năm 2012, anh đảm nhiệm vị trí người quản lý ở câu lạc bộ TSG 1899 Hoffenheim. Trong sự nghiệp của mình, Markus Babbel đã có một sự khởi đầu đáng nhớ tại Anfield khi anh đóng vai trò quan trọng trong cú ăn ba năm 2001.

## Tại Liverpool
Markus Babbel đến Anfield theo dạng chuyển nhượng tự do từ Bayern Munich vào năm 2000. Mùa bóng 2000/01 Babel là một trong bốn hậu vệ quan trọng của Liverpool. Mùa bóng đó, Babel đã ghi bàn trong trận chung kết cúp UEFA thắng Alaves ở Dortmund.
Sau khi dành 5 danh hiệu cùng Liverpool, mùa bóng 2001/02 Babbel bất ngờ mắc phải hội chứng lạ và thời gian nghỉ thi đấu quá lâu đã khiến anh không còn giữ được phong độ như trước.
Mùa bóng 2003/04 Markus Babbel chuyển sang Blackburn Rover theo một hợp đồng cho mượn. Và đến tháng 7 năm 2004 Babbel trở về Đức thi đấu cho Vfb Stuttgart.